# Мониторы типа «Амфитрит»
Мониторы типа «Амфитрит» (англ.  Amphitrite-class monitor) — четыре больших мореходных монитора, построенных для ВМФ США в 1873—1896 году. Формально, представляли собой капитальную модернизацию старых мониторов типа «Миантономо»; на практике представляли собой совершенно новые корабли. Постройка затянулась и к моменту её окончания корабли имели ограниченную боевую ценность. Участвовали в Испано-Американской Войне. Списаны в 1919 году.

## История
После Гражданской Войны 1861—1865 года, развитие американского флота практически прекратилось на долгие годы. Связано это было как с экономическими трудностями, испытываемыми разоренной войной страной, так и с доминирующими в общественном мнении американцев изоляционистскими настроениями; флот виделся ими исключительно как средство защиты побережья и нанесения ударов по морской торговле агрессора, но не средство проекции силы или наступательных действий. После войны, во флоте было множество мониторов, которые считались вполне пригодными для защиты побережья.
В 1873 году, отношения между США и Испанией оказались на грани войны из-за инцидента «Вирджиниуса»: американский корабль «Вирджиниус», тайно доставлявший оружие кубинским повстанцам, был захвачен испанцами, и 52 его пассажира и члена экипажа были казнены испанскими властями по обвинению в пиратстве. Кризис удалось разрешить мирным путём, но он вскрыл неожиданную проблему — неадекватное состояние американского флота, не имевшего ни одного современного военного корабля для защиты побережья США.

### Инициатива Робсона
Военно-морской секретарь Георг Робсон воспользовался ситуацией, чтобы обратить внимание Конгресса на состояние флота. Конгресс, приняв ситуацию к сведению, тем не менее решил ограничиться экстренным выделением одного миллиона долларов на ремонт и модернизацию пяти старых больших мониторов — «Пуритана», «Амфитрита», «Миантономо», «Монаднока» и «Террора».
Однако, анализ состояния кораблей привел к неутешительным выводам: из-за неадекватного хранения мониторы находились в таком плохом состоянии, что никакой ремонт просто не имел смысла. В связи с этим, Робсон решил — на свой страх и риск — под видом «модернизации» пустить старые мониторы на слом, и на выделенные средства построить под теми же названиями новые.
Так как верфи флота в тот момент не располагали техническими возможностями для постройки современных кораблей (!), Робсон обратился к частным фирмам, предложив им контракты на «модернизацию» мониторов. Каждый контракт состоял из трех независимо оплачивающихся частей: первая касалась изготовления корпусных конструкций, вторая — сборку и спуск на воду корпуса, и третья — изготовление и монтаж машин. Первые два контракта были подписаны немедленно, третий отложен до завершения первых двух в связи с нехваткой средств.
Понимая, что уложиться в отведенные Конгрессом средства не удастся, Робсон надеялся извлечь недостающие из обычного бюджета флота. Однако, на волне инцидента с «Вирджиниусом», флот существенно увеличил число персонала и активно проводил дополнительные тренировки, что (в условиях ограниченного бюджета) лишило Робсона возможности достроить корабли только из бюджета флота. Чтобы решить проблему, Робсон организовал массовое списание и продажу на лом старых мониторов времен Гражданской Войны. Списываемые мониторы передавались фирмам-строителям «модернизируемых» кораблей как лом и как источники железа одновременно.
Однако, несмотря на все усилия, Робсон все же не сумел собрать достаточно средств для оплаты программы «модернизации». В 1876 году он был вынужден запросить Конгресс о сумме в 2300000 долларов на завершение «ремонта и модернизации» пяти мониторов. Незадолго до того, как Робсон покинул должность, он все же подписал контракты с фирмами на установку машин и механизмов, в надежде что новое правительство одобрит его инициативу.

### Отмена контрактов, 1877
В 1877 году, администрация нового президента Р. Хейса назначила новым военно-морским секретарем Ричарда В. Томпсона. Заняв должность, Томпсон был ошеломлен теми действиями, на которые пошел его предшественник, и финансовым состоянием американского флота; на бюджете ВМФ висели долги общей суммой в семь миллионов долларов. Чтобы удержать положение, Томпсон был вынужден урезать расходы. Одновременно, военно-морской секретарь начал расследование действий Робсона.
В результате расследования, действия Робсона были признаны незаконными и контракт на «модернизацию» (де-факто постройку) мониторов был отменен. Незаконченные корабли (считающиеся собственностью флота) остались стоять на стапелях верфей-строителей, которые долго пытались добиться от правительства выплаты недоплаченных средств.

### Возобновление контрактов, 1881

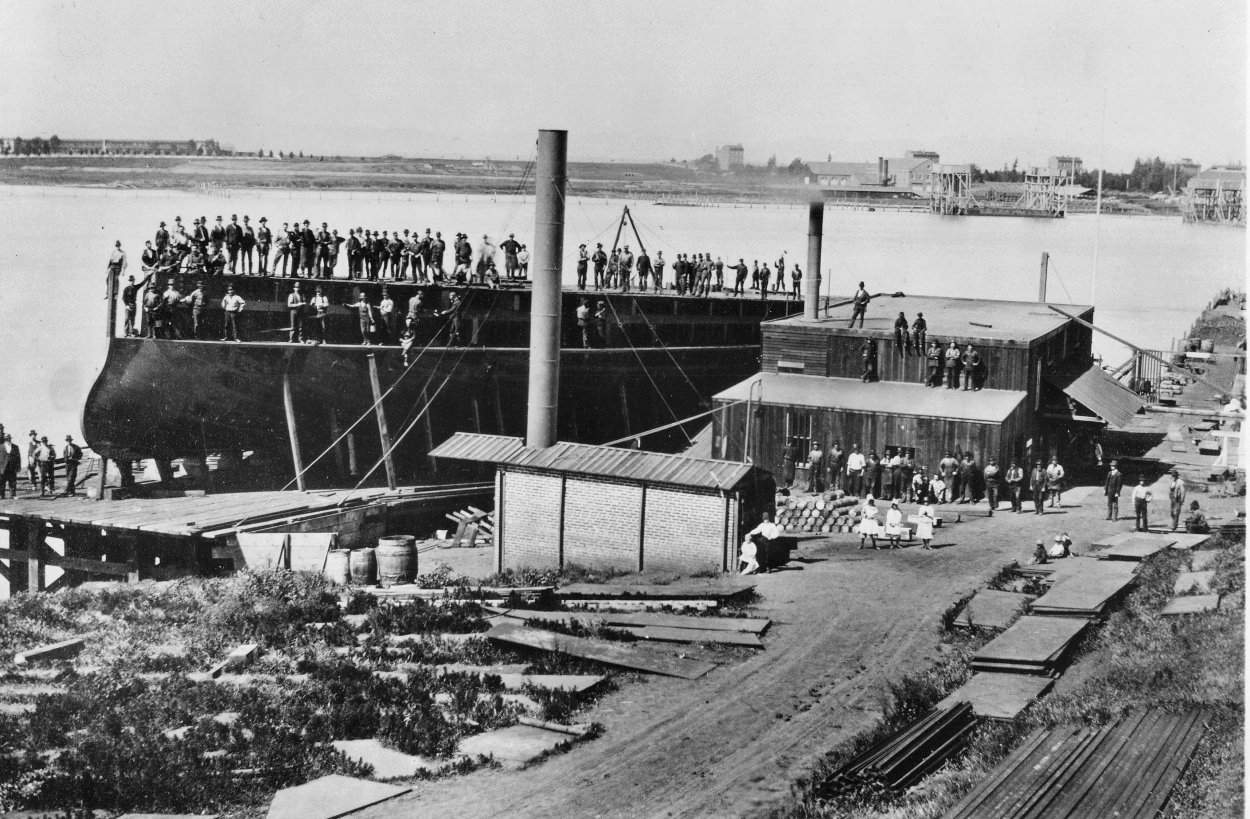
«Монаднок» на верфи Бурхесса в Калифорнии, в 1883 году; он был единственным кораблем, построенным на этой верфи

В 1881 году, когда к власти пришла администрация президента Гарфилда, американский флот находился в совершенно жалком состоянии. Проведенная новым военно-морским секретарем Уильямом Хантом инвентаризация продемонстрировала удручающую картину: из 140 формально числящихся в составе действующего флота кораблей, лишь 52 были пригодны к выходам в море. Большая часть кораблей все ещё была деревянной, из пятидесяти двух боеспособных кораблей только семнадцать имели железные корпуса и из них четырнадцать были построены ещё во время Гражданской Войны. Реальный боевой потенциал ВМФ США был близок к нулю.
Ясно представляя всю тревожность сложившейся ситуации, Хант настоял на необходимости модернизации флота. В 1882 году, Конгресс авторизировал достройку четырёх мониторов типа «Амфитрит» до состояния, по крайней мере допускающего их спуск на воду, включая установку машин и котлов. Учрежденный одновременно военно-морской консультативный совет разработал программу восстановления ВМФ США. Так как основная часть населения страны все ещё была настроена изоляционистски, программа отражала традиционные американские требования к флоту: предупреждение агрессии угрозой коммуникациям противника (для чего предполагалось построить несколько новых бронепалубных крейсеров) и оборона побережья от нападения (для чего предполагалось достроить мониторы типа «Амфитрит» и «Пуритан»).
3 марта 1883 года, Конгресс утвердил программу.

### Затянувшаяся достройка
Несмотря на принятое решение о достройке кораблей, работы на мониторах типа «Амфитрит» шли очень медленно. Основной причиной было желание Конгресса достроить корабли (после спуска на воду) на государственных верфях. Верфи американского флота, к этому времени уже более двух десятилетий не строившие крупных кораблей, оказались не готовы к масштабу работ.
Помимо этого, существенную роль в задержке строительства оказали постоянные переработки проекта. К 1886 году стало уже ясно, что исходный дизайн «модернизируемых» мониторов (созданный в 1873 году) устарел, и нуждается в переработке. Таковая была выполнена, но бурный прогресс в развитии военно-морской технологии привел к тому, что к 1889 году исходные требования снова устарели, и проект был опять переработан.
В результате, первым вступившим в состав флота кораблем стал «Миантономо» в октябре 1891 года. Остальные три монитора задержались на стапелях, и последний из них вступил в состав флота лишь в 1896 году, спустя более чем два десятилетия после закладки.

## Модернизация
Как уже было сказано выше, под видом модернизации, старые мониторы были разобраны им списаны на лом, и новые корабли построены под их именами. Со старыми мониторами они не имели практически ничего общего не считая некоторых использованных в конструкции материалов.
Все корабли типа «Амфитрит» отличались друг от друга, ввиду затянувшегося строительства и постоянных пересмотров дизайна. Флот рассматривал эти корабли как в значительной степени экспериментальные, и стремился опробовать на них максимально возможное количество различных решений. Корабли различались деталями вооружения, механизмами, элементами бронирования.
Все корабли серии были большими двухбашенными и двухвинтовыми мониторами, водоизмещением около 4000 тонн. Они имели гладкую палубу, широкую надстройку между башнями для улучшения обитаемости, и единственную очень высокую и тонкую дымовую трубу в центре корпуса. Их основное вооружение составляли 254-мм 31-калиберные казенозарядные нарезные пушки, первые современные тяжелые орудия, изготовленные для ВМФ США. Орудия стреляли 231-кг снарядом с начальной скоростью 610 метров в секунду, но страдали от недостаточной бронепробиваемости (вызванной малой длиной ствола и низкой начальной скоростью) и малой скорострельностью, которая на момент вступления кораблей в строй не превышала одного выстрела в две минуты. На двух первых кораблях — «Амфитрите» и «Монадноке» — башни были установлены на барбетах, что усиливало защиту подбашенных отделений и позволяло приподнять орудия выше. На «Терроре» и «Миантономо» башни стояли прямо на броневой палубе.
Вспомогательное вооружение состояло из двух 102-мм казенозарядных орудий (только на двух кораблях), и различного количества мелкокалиберных пушек, установленных на крыше надстройки для защиты от миноносцев. На марсе единственной мачты обычно ставились легкие 1-фунтовые орудия Дриггса-Шредингера или Гочкисса.
Корабли бронировались сталежелезной броней «Компаунд», полученной путём спаивания вместе стальной и железной плиты. К моменту вступления кораблей в строй, эта броня уже безнадежно уступала современной стальной, сталеникелевой или гарвеированной броне, и не давала адекватной защиты. «Амфитрит» и «Монаднок» имели 229-мм пояс, 220-мм башни и 290-мм барбеты и 180-мм рубку. «Террор» и «Миантономо» имели 178-мм пояс, 280-мм башни, и 229-мм рубку. Палуба на всех кораблях имела толщину 45 мм.

## Конструкция

### «Амфитрит» (ранее «Тонаванда»[3])

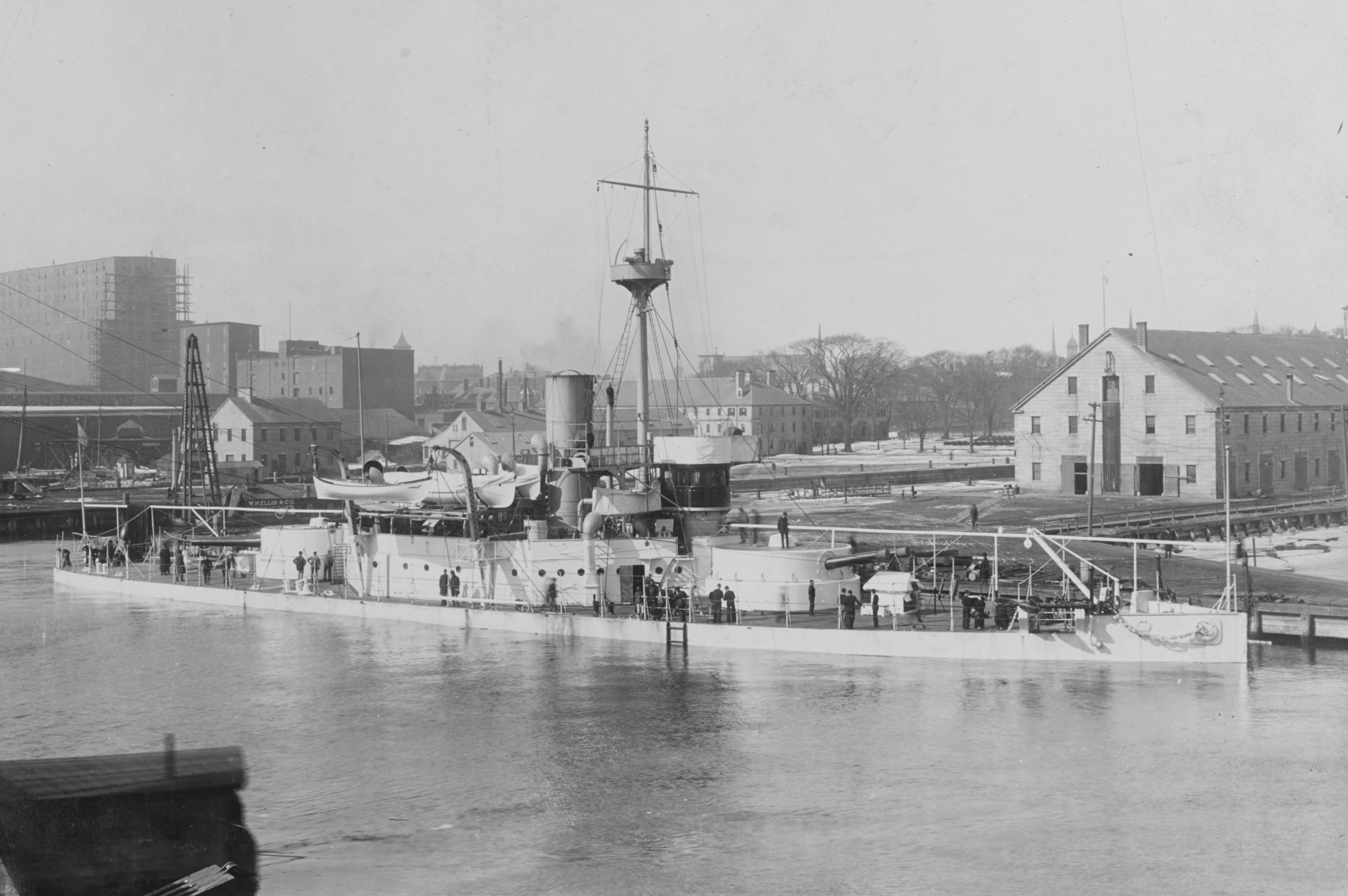
«Амфитрит»

«Амфитрит» был головным кораблем серии. Он строился на частной верфи «Харланд энд Холлингсуорт» и достраивался на военно-морской верфи в Норфолке. Его корпус был разделен пятью поперечными водонепроницаемыми переборками на шесть водонепроницаемых отсеков, чего по меркам времени было недостаточно; кроме того, его машины и котлы находились в одном, чрезвычайно протяженном отсеке. Он был оснащен котлами Бэбкокса-Уилкокса и ход его не превышал 10 узлов.
Основное вооружение корабля составляли четыре 254-мм орудия в башнях с гидравлическим приводом. Башни были установлены на барбетных установках, охватывающих основания башен и усиливающих защиту подбашенных отделений. Вспомогательное вооружение состояло из двух 102-мм орудий, противоминное — из двух 6-фунтовых, двух 3-фунтовых орудий, (парами на крыше надстройки), и двух 37-мм орудий Гочкисса, семи 1-фунтовых орудий и одного пулемета Кольта на крыше рубки и на марсе.

### «Монаднок»

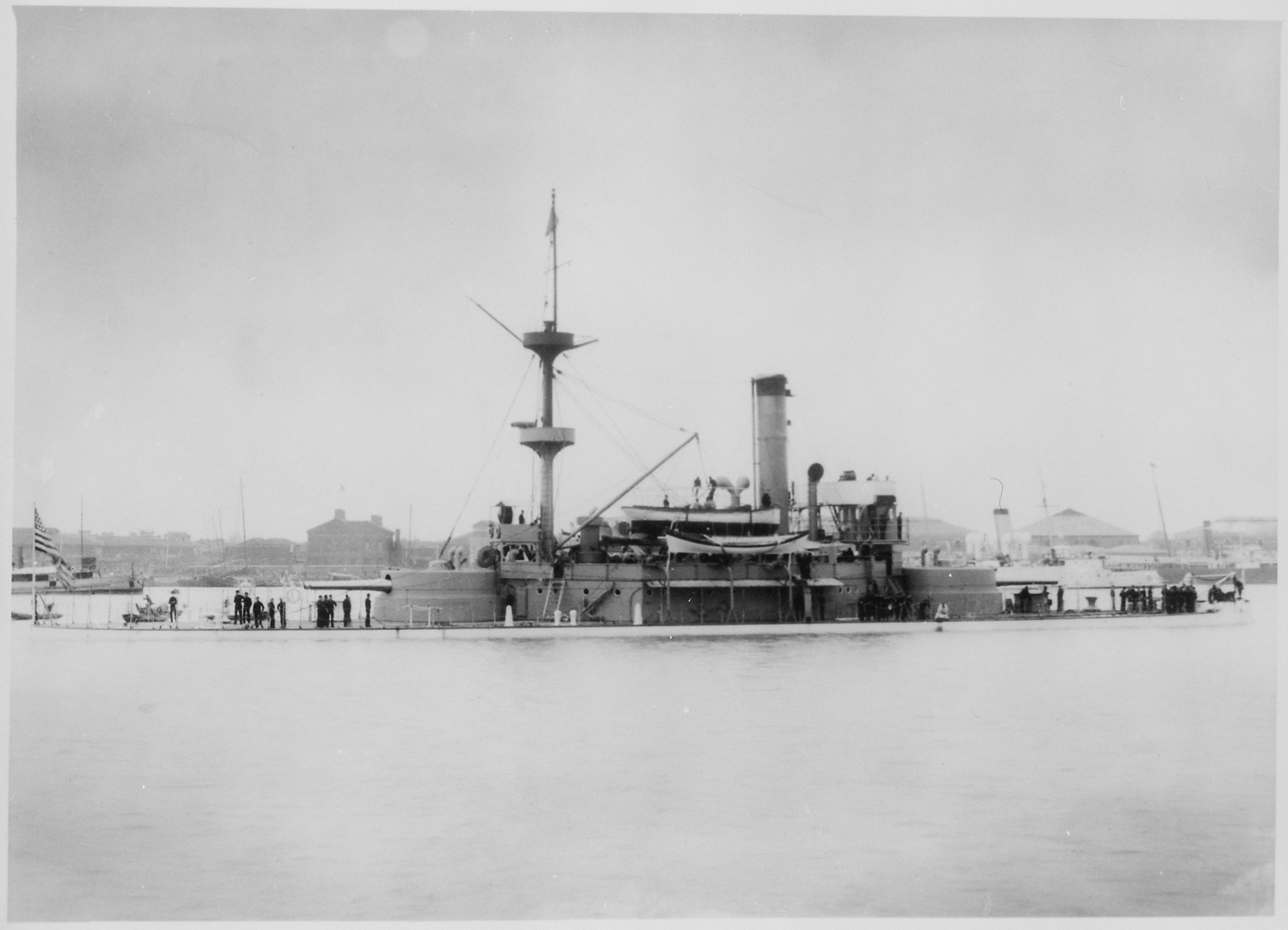
«Монаднок»

Заложенный на специально построенной под этот контракт верфи предпринимателя Бурхесса в Калифорнии, и достроенный на военно-морской верфи Мэр-Айленд, «Монаднок» отличался от своих коллег в плане обеспечения живучести: его машинное и котельное отделения были разделены каждое на два поперечными герметичными переборками. Общее количество водонепроницаемых отсеков довели до десяти. Корабль был чуть больше других по водоизмещению, и имел длину 79,93 метра, ширину 16,89 метров при осадке 4,42 метра.
Единственный из всех, «Монаднок» получил новые горизонтальные паровые машины тройного расширения и четырьмя цилиндрическими котлами. За счет этого, его скорость составляла около 12 узлов — на два узла выше других мониторов серии. Предполагалось, что он сумеет развить скорость до 14,5 узлов, но на практике такие результаты никогда не были достигнуты.
254-мм башни корабля были установлены на барбетных установках, охватывающих основания башен и усиливающих защиту подбашенных отделений. Его вспомогательное вооружение состояло из двух 102-мм пушек, а противоминное — из двух 6-фунтовых, двух 3-фунтовых и 2 однофунтовых скорострельных пушек.

### «Террор» (ранее «Агаментикус»)

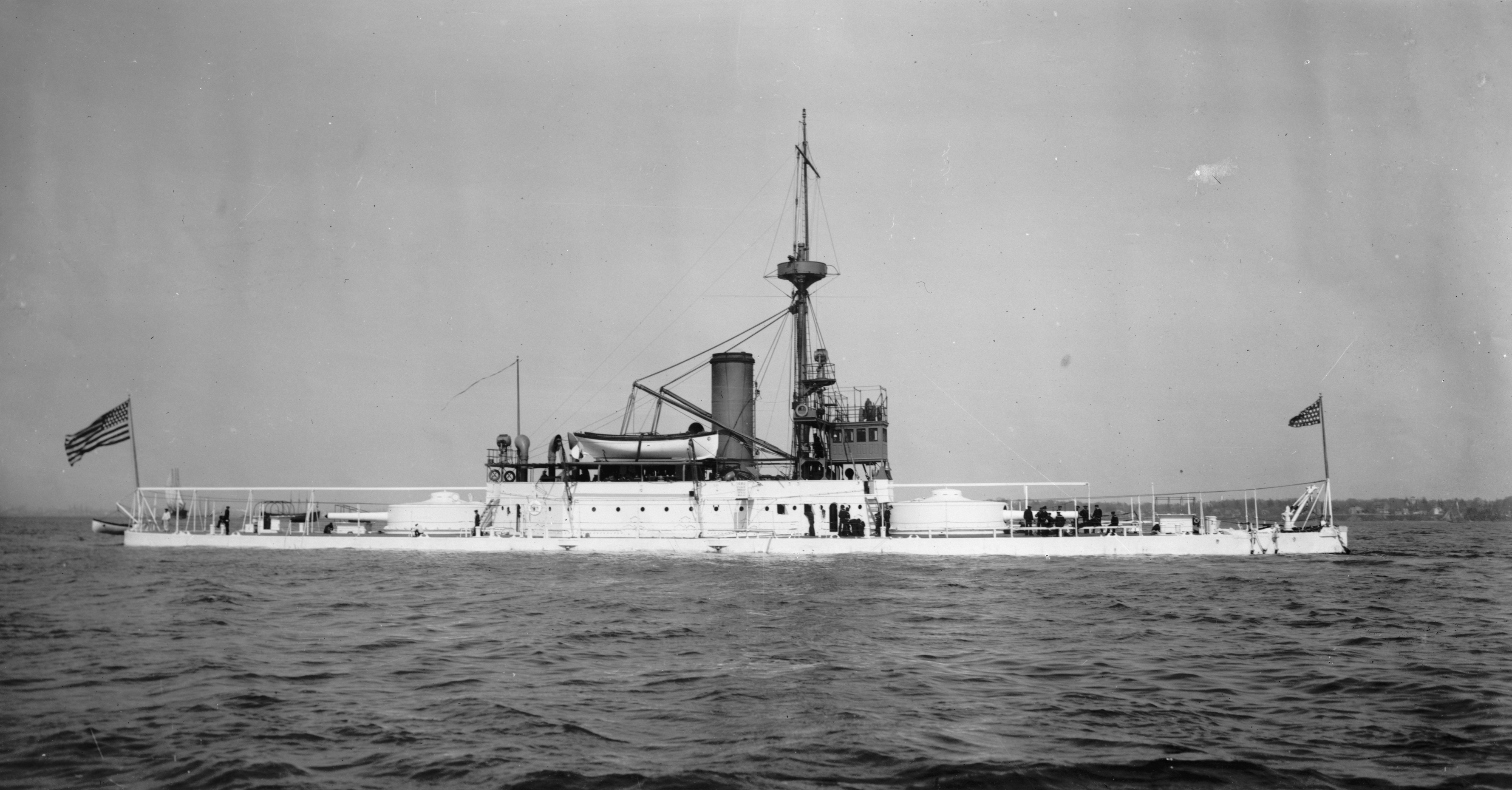
«Террор»

«Террор» был заложен на частной верфи «Уильям Крамп и сыновья», достроен на военно-морской верфи в Бруклине, и вступил в строй в апреле 1896 года. Он имел длину 80,2 метра, ширину 16,9 метра и осадку 4,47 метра. Скорость его составляла 10,5 узлов за счет наличия шести цилиндрических котлов. Корпус его был разделен на семь водонепроницаемых отсеков, но в отличие от «Амфитрита» котлы и машины находились в разных отсеках.
«Террор» был единственным кораблем серии, на котором была установлена пневматическая система перезарядки 254-мм орудий главного калибра. Барбетов не было; башни главного калибра стояли прямо на броневой палубе. Его вспомогательное вооружение состояло из двух 6-фунтовых пушек, а противоминное — из двух 3-фунтовых, двух однофунтовых скорострельных пушек, двух орудий Гочкисса и двух пулеметов Гатлинга (последние стояли на крыше рубки).

### «Миантономо»

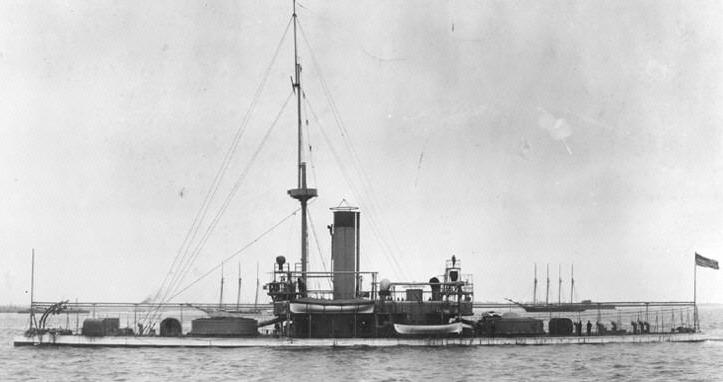
«Миантономо»

«Миантономо» был заложен на верфи «Джон Рош и сыновья» и достроен на военно-морской верфи в Бруклине. Вступивший в строй самым первым, в 1891 году, этот монитор имел размеры 80,19x16,87 метров при осадке 4,42 метра. Как и другие корабли своего класса, он был оснащен паровыми машинами «Компаунд» мощностью около 1600 л. с., но оказался самым тихоходным и развивал ход не более 8-10 узлов. Корпус его был разделен на семь водонепроницаемых отсеков, аналогично «Террору»
Барбетов не было; башни главного калибра стояли прямо на броневой палубе. Так как гидравлическая система наведения ещё не была готова, башни приводились во вращение паром. Его вооружение (вспомогательное) состояло из двух 6-фунтовых и двух 3-фунтовых пушек, установленных по бокам от рубки и кормовой прожекторной башенки. Противоминное вооружение состояло из шести 1-фунтовых орудий Дриггса-Шредингера и двух пулеметов Кольта на марсе.

## Служба
Корабли типа «Амфитрит» в основном служили в обороне побережья США.
Наиболее активно корабли действовали во время испано-американской войны 1898 года. «Амфитрит» и «Террор» участвовали в акции адмирала Сэмпсона против Пуэрто-Рико: на переходе из Флориды оба корабля имели многочисленные поломки, и в итоге совершили большую часть перехода на буксире, замедлив до невозможности американскую эскадру. В определенной степени, корабли сумели оправдаться за доставленные проблемы при бомбардировках испанских береговых позиций. При этом, высокая стабильность мониторов и их малая заметность (из-за низкого силуэта) сыграли свою роль, но всплыли проблемы с вентиляцией; один артиллерист на «Амфитрите» погиб от перегрева.
«Миантономо» в начале войны находился в резерве как учебно-артиллерийский корабль, но был спешно снаряжен для плавания и принял участие в блокаде Кубы. Ни единого выстрела ему сделать не довелось. Находившийся на Тихом Океане «Монаднок» с началом войны направился на Филиппины для участия в кампании против испанцев, но из-за медленного перехода опоздал к решающим сражениям; однако, монитор принимал некоторое участие в обстреле побережья.
После войны, мониторы были большей частью выведены в резерв. «Амфитрит» с 1899 года был учебно-артиллерийским кораблем. На активной службе оставался лишь «Монаднок», который вплоть до 1909 года находился на Тихом Океане, защищая американские интересы в Китае; его малая осадка и мощное вооружение позволяли ему эффективно оперировать в устьях китайских рек.
В 1910 году, было выдвинуто предложение использовать устаревшие мониторы как форты для защиты Ки-Уэст во Флориде. Установленные на отмели корабли должны были быть присыпаны грунтом, и превращены в искусственные острова-форты для защиты «американского Гибралтара». Предложение не получило поддержки.
В связи с началом Первой Мировой, два оставшихся в строю монитора («Амфитрит» и «Монаднок») были возвращены на активную службу и использованы для защиты побережья. Они комплектовались отрядами «военно-морского ополчения», состоявшими из моряков-добровольцев. «Амфитрит» служил брандвахтой в Нью-Йорке, в то время как «Монаднок» служил в защите Манилы. В 1919 году оба корабля были списаны.

## Оценка проекта
Оценка качеств мониторов типа «Амфитрит» представляется весьма затруднительной, так как эти корабли с самого начала строились как импровизация; попытка получить хоть какие-то новые единицы под видом капитальной модернизации старых. Постоянные переделки проекта и крайняя задержка постройки также сказались на качестве кораблей.
В целом, все эти корабли были типичными океанскими мониторами — способными совершать дальние переходы, но не способными сражаться в открытом море иначе как в очень тихую погоду. Для своих скромных размеров, они несли впечатляюще мощное вооружение, но из-за низкого надводного борта могли пустить его в ход лишь при спокойном море. Кроме того, сами орудия были не слишком хороши и стреляли очень медленно (в дальнейшем эта проблема была решена). С другой стороны, мониторы были очень устойчивыми орудийными платформами, и могли стрелять с очень высокой точностью.
Броневая защита кораблей на момент их вступления в состав флота была уже неадекватна современным средствам поражения; лучшим аргументом в пользу мониторов типа «Амфитрит» в бою был бы их очень низкий силуэт, затруднявший попадания в слабо защищенный борт. Большим недостатком кораблей (особенно головного «Амфитрита») было недостаточное разделение корпуса на водонепроницаемые отсеки, что могло в бою повлечь гибель монитора буквально от одной пробоины. Не было предусмотрено продольных водонепроницаемых переборок.
Явным недочетом конструкции этих мониторов была вентиляция; хотя проблемы обитаемости частично решались наличием большой надстройки на палубе, внутри корпусов царила невообразимая жара и духота. В бою, при интенсивной работе машин, стрельбе из орудий и герметизации водонепроницаемых переборок, температура внутри кораблей повышалась до опасной величины и угрожала здоровью экипажа.
В результате, корабли серии «Амфитрит» были хороши для целей береговой обороны, защиты портов и гаваней в тихих водах; где их недостатки в виде малой скорости и неудовлетворительной мореходности не имели существенного значения.